# A·W·白克
艾伯特·「伯蒂」·威廉·白克，OBE[?]（1873年2月14日—1952年1月17日），英國的遠東商人和業餘騎師，與胞弟C·R·白克同為上海祥茂洋行合夥人。
白克生於上海，父親A·R·白克是祥茂創辦人之一。早年他被送到英國接受教育，1892年返回上海加入祥茂，並與胞弟一同於1897年接替退休的父親成為祥茂合夥人。祥茂除了從事生絲和廢絲業務，同時包攬地產和一般進出口貿易業務，到白克兄弟接手後還開展英屬馬來亞的橡膠和地產事業。此外，透過英法產業有限公司，祥茂在上海租界，特別是上海法租界，也擁有大批地產。
活躍於公共事務的白克長年參與上海公共租界工部局的工作，歷任董事、副總董等職，並於1913年1月至3月短暫出總董；另又在1915年參與創立上海英商公會，其後於1919年至1921年和1922年至1923年兩度出任會長。他也曾於萬國商團擔任斥候騎兵隊名譽中尉，並在1927年向當時由英國牽頭成立的上海防衛隊提供協助。雖然名氣不及其胞弟，但白克也曾經是遠東十分有名的業餘騎師之一，而且在1895年和1896年連續兩屆蟬聯香港打吡大賽冠軍。他後來於1924年至1935年成為上海跑馬總會主席，位於黃浦區的跑馬總會大樓即在其任內興建。
在華工作43年後，白克於1935年退休返回英國，但仍留任祥茂洋行的倫敦董事會，並歷任在華英商聯誼組織中國協會副會長等職，繼續關注中國事務。第二次世界大戰以後，祥茂洋行於1947年在香港開設分公司，到1949年中國大陸主權易幟後，祥茂在中國大陸的業務陷入停頓，獨留香港分公司繼續運作。1952年，白克在倫敦逝世，終年78歲。

## 生平

### 早年生涯
白克是英國人，1873年2月14日生於上海租界，:405父親艾伯特·羅布森·白克（即A·R·白克；1839年－1913年）是祥茂洋行創辦人和合夥人之一，曾於1897年至1898年當選上海公共租界工部局總董；:15母親名叫克萊門蒂娜·卡羅琳·洛基特·杜（Clementina Caroline Lockett Dow；1852年－1932年），其父詹姆士·杜（James Dow；1827年－1875年）是上海的軋拉佛洋行合夥人之一。:299:428白克六歲的時候獲父母送回英國生活，受教於伍斯特郡的布羅姆斯格羅夫英皇愛德華學校（King Edward's School, Bromsgrove），:405他的胞弟查爾斯·雷金納德·白克（即C·R·白克；1874年－1950年）後來也跟隨入讀同一學校。:80

### 上海事業

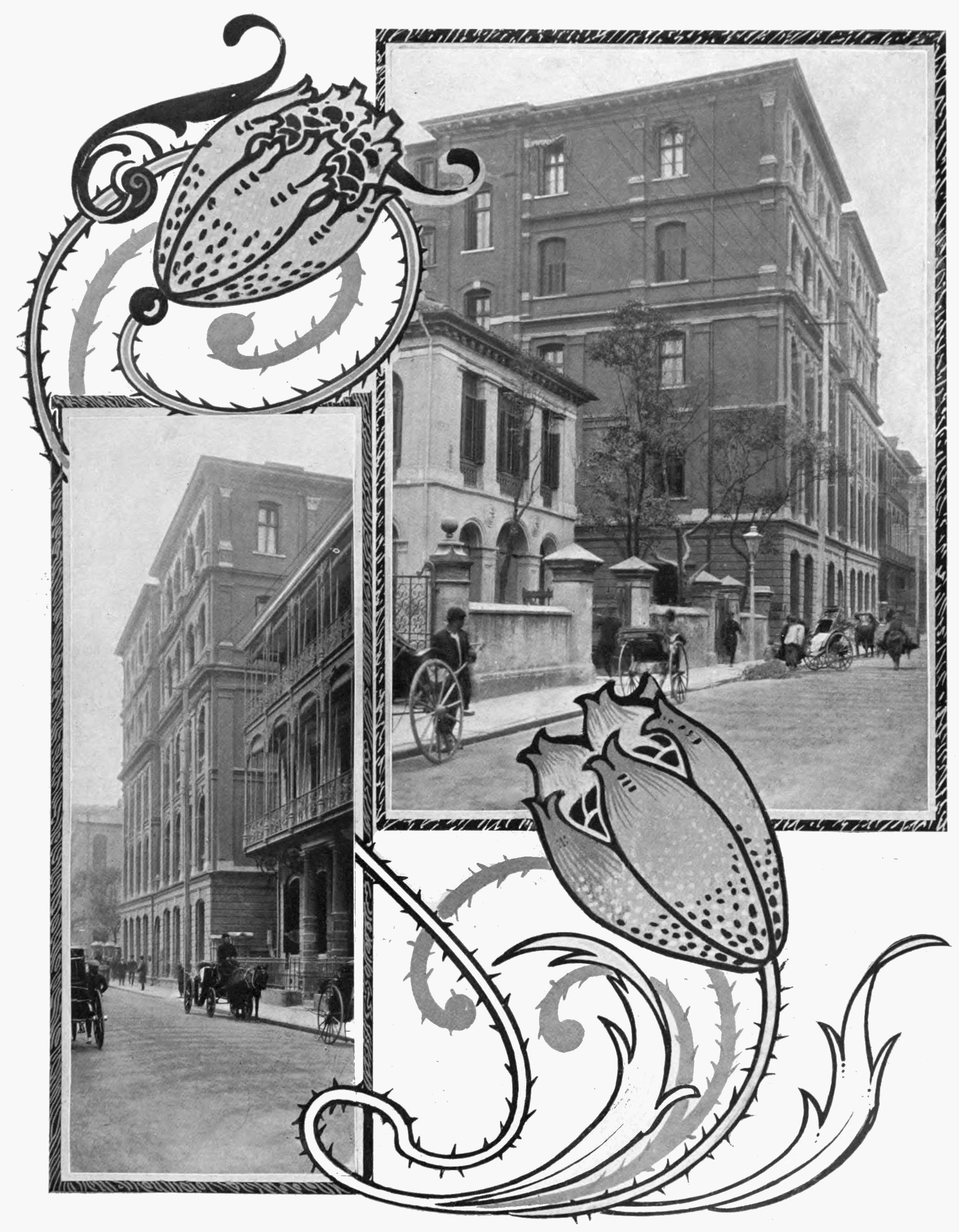
位於九江路上的祥茂洋行總部大樓

祥茂洋行於1877年由查爾斯·克勞姆（Charles Cromie）和白克的父親共同在上海成立和擔任合夥人，早期從事生絲和廢絲業務，並設總部於江西路。:622其後祥茂逐步擴充，並包攬一般進出口貿易業務，而祥茂在華代理的進口貨品當中，較有名的包括由英國高士奇父子公司（William Gossage & Sons Ltd.）生產的各式肥皂。:622
後來，祥茂成為多家企業的代理，當中包括英法產業有限公司（Anglo-French Land Investment Company）、從事內河小型船運的祥茂輪船公司（Cheang Mow Steamship Company）、曼徹斯特保險公司（Manchester Assurance Company）和皇家交易所保險公司（Royal Exchange Assurance Corporation）等。:622祥茂洋行的合夥人同時也代任美國火神鐵機公司（Vulcan Iron Works）在華的總經理，以及英商江蘇藥水廠（Kiangsu Chemical Works）總公司美查洋行（Major Bros., Ltd.）的秘書。:622另外，透過英法產業有限公司，祥茂在上海租界，特別是上海法租界，也擁有大批地產。:116
白克在英國完成教育後，首於1892年返回上海加入祥茂洋行，成為絲師（silk inspector）。:405:1481克勞姆於1896年逝世後，白克與其胞弟翌年均獲父親安排成為新合夥人，而祥茂洋行的英文名稱也由原來的「Cromie and Burkill」改成「A. R. Burkill and Sons」，但中文名稱維持不變。:622:79:10671898年，白克的父親決定退休返英定居，於是祥茂由留守上海的白克和胞弟兩人全權打理。白克與其胞弟接手後，祥茂於1900年把總部由原來的江西路遷往九江路一座更大的商業大樓；:622後來又委任在祥茂工作多年的陳炳謙為華總理，協助拓展業務。:556
步入1910年代，白克兄弟還開始投資英屬馬來亞的橡膠和地產事業，使祥茂的業務更趨多元化。其中，由白克擔任主席的相關公司包括卡蘭橡膠產業有限公司（Karan Rubber Estate Co., Ltd.）和吉打邦財團有限公司（The Ketapang Syndicate, Ltd.）等。:11:12在1920年代初經濟蕭條期間，白克及其胞弟曾經自掏腰包，向祥茂旗下好幾家橡膠企業提供免息貸款，幫助這些企業渡過難關。:6此外，白克也歷任上海多家企業和公用事業公司的董事，例如上洋自來水公司等。:6:845

### 社會公職
在商業事務以外，白克還活躍於上海的公共事務。他於1903年至1905年及1907年至1909年當選上海公共租界工部局董事，期間曾兼任工部局警備委員會主席，:405並曾多於一次主持納稅人周年會議。:61911年，他進一步當選為工部局副總董，任內曾署任總董，:373後來更於1913年1月接替辭職的H·德格雷（H. De Gray）出任總董，:373直到同年3月工部局選出E·C·庇亞士（E. C. Pearce；後為爵士）為新任總董為止。:407-409退出工部局董事局後，白克仍長期擔任工部局電力委員會主席一職。:79
為加強保障英商在滬利益，包括祥茂洋行在內等多家在滬英商在第一次世界大戰期間發起成立一個專門代表英商的商會，促成上海英商公會（British Chamber of Commerce, Shanghai）在1915年成立，而參與公會的英商數目更在一年內由原來的60家躍增至250家。成立之初，公會除選出怡和洋行的約翰·約翰斯東（John Johnstone）出任會長，又選出白克為副會長，而時任英國駐上海總領事法磊斯爵士則獲邀成為首任名譽主席。:1051919年，白克當選接替約翰斯東出任主席，:151至1921年由太古洋行的E·F·麥凱（E. F. Mackay）接任。:110麥凱出任一屆後，白克於1922年再度當選，直到1923年卸任後由安利洋行的H·E·安諾德（H. E. Arnhold）接替，但留任會董一職。:7:42
另一方面，萬國商團作為上海租界的義勇軍，白克也長年參與其中，曾任斥候騎兵隊名譽中尉。:4281927年1月，國民政府隨著北伐強行收回漢口英租界，並向上海步步進迫。:192-198鑒於局勢嚴峻，上海公共租界在英國牽頭下於同月底成立上海防衛隊（Shanghai Defence Force）戒備，:192-198從中得到白克的協助，當中包括協助安頓防衛隊和提供勞軍節目等。:1443為肯定其對防衛隊的支援，白克於1929年獲英廷頒授OBE勳銜。:1443

### 晚年生涯
在華工作四十多年後，白克與其胞弟兩人相繼於1935年和1934年退休返回英國；:7祥茂洋行的在華事務繼由威爾伯特·梅勒（Wilbert Mellor）以營運總監身份主理。白克告別上海時，特意乘船前往華北，然後再取道蘇聯轉乘西伯利亞鐵路返英。:7此後，他定居倫敦，與胞弟一同留任祥茂洋行的倫敦董事會。:6同時間，他活躍於英國的在華英商聯誼組織中國協會（China Association），並曾當選該會副會長一職。:17
第二次中日戰爭在1937年全面爆發後，英商的在華貿易受到嚴重影響。:51938年5月，英政府與大日本帝國政府簽署《英日海關協定》，同意由日本實際操縱的在華通商口岸，繼續交由英國控制的中國海關總稅務司署徵收關稅，但所得關稅一概撥歸日資橫濱正金銀行保管。:119對於有關安排，白克同月主持中國協會周年大會時發言，認為協定符合中國公債持有人的利益，但未見到協定發揮實效前，不會隨便對協定作出評價。:5他又指出，為保障各國在華享有公平的貿易機會，海關總稅務司署必須保持正常運作。:5對於華北地區幣制混亂的問題，他認為對英商利益構成威脅，而且在短時間內難以解決。:5
1941年12月太平洋戰爭爆發，日軍進犯上海租界，祥茂洋行的運作陷入停頓。第二次世界大戰在1945年結束後，祥茂洋行於1947年在香港公主行開設祥茂洋行（香港）有限公司。:5到1949年中國大陸主權易幟後，祥茂洋行在中國大陸的業務再度陷入停頓，獨留香港分公司繼續運作。:10-111952年1月17日，白克在倫敦逝世，終年78歲。:6他身後，祥茂洋行（香港）有限公司繼續經營大馬橡膠業務，:39另外也在港經營醫藥化學品和醫療儀器等的進口業務。

## 個人生活

#### 婚姻生活
1897年，白克在英國蘭開郡迎娶凱瑟琳·基德（Katharine Kidd；1874年－1939年）為妻，兩人育有一女兩子，分別名叫凱瑟琳·喬伊絲·白克（Katharine Joyce Burkill：1900年－2000年）、艾伯特·雷金納德·白克（Albert Reginald Burkill；1901年－1904年）和伊萬·弗朗西斯·白克（Ivan Francis Burkill；1906年－1942年）。
其中，白克的女兒凱瑟琳於1920年11月15日嫁給已故義源洋行（Brand Brothers & Co.）老闆大衛·門特爾（David Brand；1845年－1900年）的兒子約翰·肯尼斯·門特爾（John Kenneth Brand，1890年－1963年），婚禮在上海的聖三一堂舉行。:7雖然兩人育有一名孩子，但凱瑟琳後來被門特爾指控與一名叫G·E·門羅（G. E. Monroe）的男子發展婚外情，結果上海法院在1931年批准門特爾的離婚申請；:11當時門特爾報稱在華居住，而凱瑟琳則報住瑞士。:11:2凱瑟琳後來嫁給弗雷德里克·赫伯特·梅恩（Frederick Herbert Mayne；1905年－1992年），並定居加拿大，至2000年逝世。另外，白克的兒子艾伯特·雷金納德在1904年逝世，死時年僅三歲；至於幼子伊萬·弗朗西斯雖然在第二次世界大戰爆發後的1940年成功從法國返回英國，但卻於1942年在英國死於一宗意外。
白克的妻子在1939年逝世後，:15他於1941年7月28日在倫敦再娶凱瑟琳·伊莎貝拉·麥克法蘭（Catherine Isabelle Macfarlane；1895年－1981年）為第二任妻子。:5麥克法蘭是已故C·A·史堅納（C. A. Skinner）的遺孀，先夫來自多切斯特。:5白克在第二段婚姻沒有生育子女。:6

#### 體育興趣
白克熱愛體育運動，早年在英國求學時期已熱衷於欖球運動。:6在上海居住期間，他活躍於上海勒搿別球總會（Shanghai Rugby Union Football Club），嘗任上海欖球隊常規隊員，:405又於1907年接替F·安徒生（F. Anderson）出任會長，前後凡28年，至1935年退休返英時方才卸任，改由R·M·水格（R. M. Saker）接任。:745:6

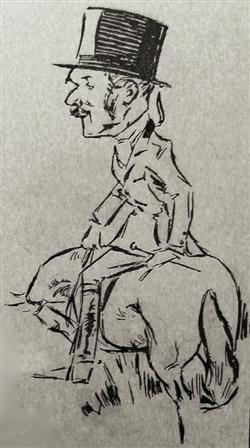
一幅描繪白克參與跑紙活動的漫畫，繪於1930年

賽馬運動是白克的另一大興趣，雖然名氣不及其胞弟，但他也曾經是遠東十分有名的業餘騎師之一。:406:6活躍於上海和香港兩地馬場的白克曾經勝出多場賽事，:6當中包括在1895年和1896年連續兩屆蟬聯香港打吡大賽冠軍。在好一段日子，都能夠經常都看到他身穿橙色和黑色的彩衣，在馬場上策馬奔馳的身影。:6同樣熱愛賽馬運動的香港總督梅含理爵士早年擔任輔政司期間，曾於1909年出版《香港小型馬匹和成年公馬競賽摘錄》一書，書中尾部對白克有以下的讚賞：「餘下不得不提，是名震遠東的白克兄弟。我等有幸在香港不同場合親睹A·W·白克先生馳騁馬場，實乃一大樂事。他是一位強勁且瀟灑的騎師，並一向以其頭腦策騎。」:38白克也是一名馬主，1918年至1920年曾與香港上海匯豐銀行香港總司理A·G·史提芬共同養馬。:11

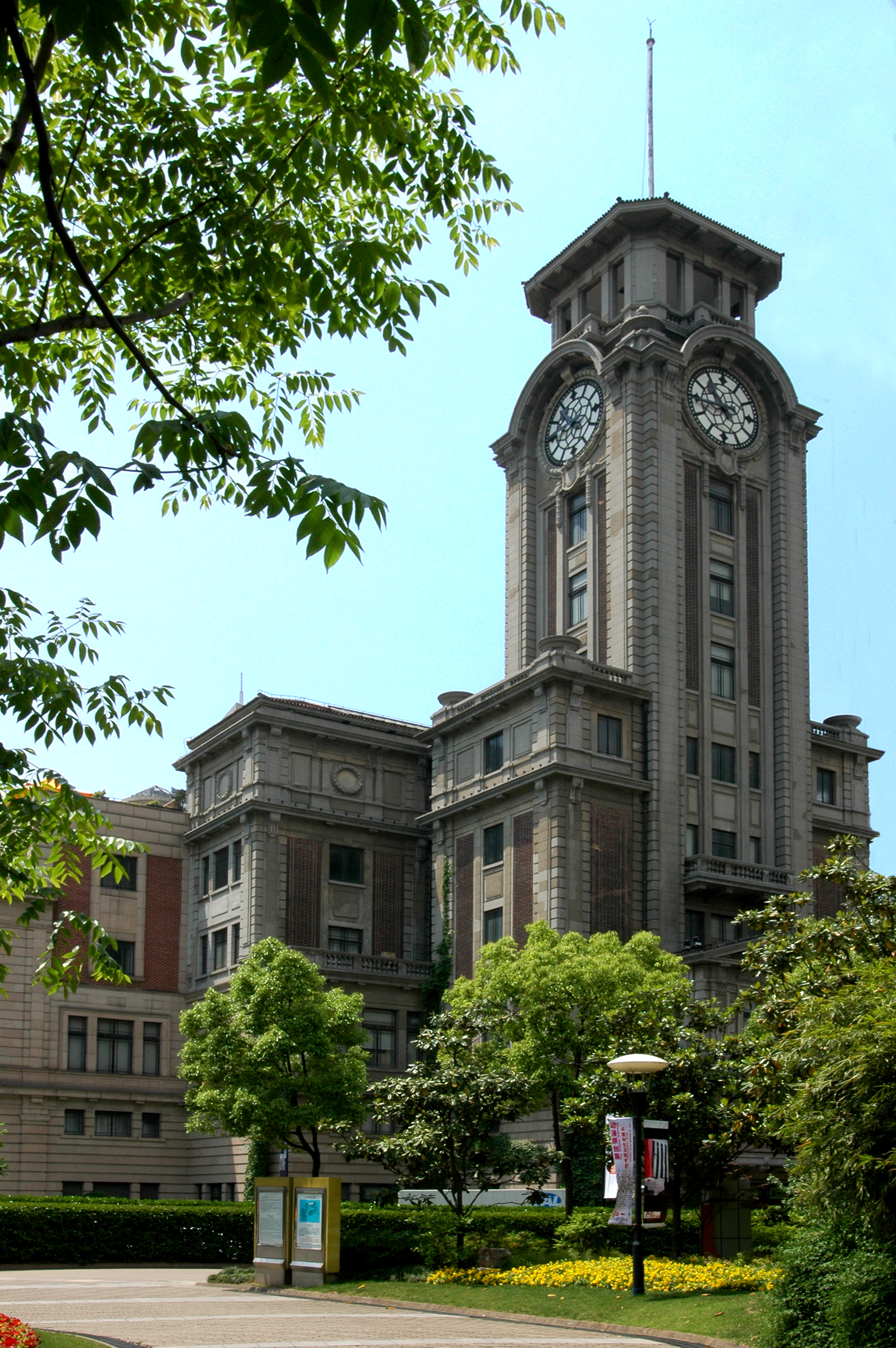
前上海跑馬總會大樓已改作上海歷史博物館

出於對賽馬運動的熱愛，白克由1915年至1935年間出任上海跑馬總會會董凡20年，期間於1924年接替G·H·施迪（G. H. Stitt）出任主席，直到1935年退休返英時由C·H·安諾德（C. H. Arnhold）接替。:7在任期間，他主持把位於黃浦區和始建於1863年的跑馬廳大看台卸拆，並在原址興建一座全新的跑馬總會大樓，以解決原址不敷應用的問題。:9新大樓的奠基禮在1933年5月20日舉行，原訂由白克夫人主持奠基，但她因為健康原因臨時缺席，結果要改由白克親自主持奠基。:9鑒於事出突然，所以奠基石上仍然鑄有白克夫人而非白克本人主持奠基的字樣。:9跑馬總會新大樓在1934年3月落成時，也再一次由他主持落成啟用儀式。白克在1935年退休的時候，跑馬總會董事局為肯定他的表現，特意向他贈送一件銀製大煙盒，盒面以黃金打造一個以馬蹄形圖案作襯托的飛馳小馬圖案作為裝飾，並刻鑄致謝詞，以表謝意。:7
除了欖球和賽馬運動，白克熱衷參與上海的跑紙賽，歷任上海紙拍總會（Paper Hunt Club）會董，並於1903年至1905年和1906年至1911年出任會長，另曾任上海追獵總會（Drag Hunt Club）會長。:406:6在滬期間，他一共勝出35場跑紙比賽，是最高記錄保持者，而且還推動在當地舉辦越野賽事。:8:6他最後一次勝出跑紙比賽是在一場總會讓磅賽（Club Handicap）中勝出，當時他已經年屆55歲之齡。:6
另一方面，白克原本在虹橋路擁有一幅佔地達58畝的土地，內有一座別墅和私人園林。:81932年，以上海銀行公會主席李銘為代表的50名中外投資者，作價20.5萬兩白銀從白克購入有關土地，計劃改作一個以體育運動為主題，並以促進中外人士體育交流為宗旨的高級鄉村俱樂部。:8有關構思促成滬西別墅（Husi Country Club）於1933年在原址成立，由李銘擔任創會主席，是為當時上海新一家頂級俱樂部。

## 榮譽
- 以下列出榮譽全稱及縮寫：^ 
  - 英帝國官佐勳章（OBE） （1929年元旦授勳名單；追溯至1928年12月14日生效[30]:1443）

## 附註
1. ↑  在華行銷的高士奇肥皂，品牌中文名稱以祥茂洋行命名為祥茂肥皂，[10][11]其受歡迎程度使得有華商徐華封一度仿冒推出「祥荗肥皂」，結果於1900年被祥茂洋行告上會審公廨，成為上海近代首宗商標訴訟。[12]起初，公廨裁定「祥荗肥皂」需要改名，卻不以冒牌問罪。[12]祥茂不服判決，一度把案件送回公廨重審，但這時公廨聲稱「祥荗肥皂」是稟准北洋大臣生產的，礙於面子不便判罰，最終祥茂惟有接受公廨原判，即下令「祥荗肥皂」停產改名。[12]

1911年，英商白禮氏洋燭公司（Price's (China) Ltd.）在上海開設白禮氏燭皂廠，其後高士奇公司在華設立駐華祥茂肥皂有限公司（William Gossage & Sons (China) Ltd.），直接借燭皂廠附設的制皂車間生產祥茂肥皂，從而降低生產成本和增加產量。[11]直到1923年，以生產「力士」和「日光」等肥皂品牌聞名的英國製皂巨擘利華兄弟公司成立子公司中國肥皂有限公司，並於上海楊樹浦興建遠東規模最大的製皂廠房，自此祥茂肥皂也改由中皂經營。[11][13]後來中皂透過祥茂肥皂發起減價戰，曾經與滬商項松茂的「五洲固本皂」引發激烈競爭。[11][13]
2. ↑  由於晚清國庫空虛，朝廷曾多次發行公債，當中包括1896年的英德正借款公債和1898年的英德續借款公債等。[39]:54-60這些公債均以清廷的關稅作擔保，並規定清償公債前，海關總稅務司一職須繼續由英國人擔任。[39]:54-60

## 外部連結
- Albert William Burkill (1873 - 1952)（页面存档备份，存于） - The History of Sport Played in China's Treaty Ports
- 講馬講歷史網站
  - 柏基爾 昆仲 (騎士)（页面存档备份，存于）
  - '拔得'·伯基爾 （页面存档备份，存于）
  - 伯基爾, 查禮氏·力見惱·'卓克'（页面存档备份，存于）

| 官衔                   | 官衔                                           | 官衔                |
| ---------------------- | ---------------------------------------------- | ------------------- |
| 前任： H·德格雷        | 上海公共租界工部局總董 1913年1月－3月          | 繼任： E·C·庇亞士   |
| 其他職務               |                                                |                     |
| 前任者： 約翰·約翰斯東 | 上海英商公會會長 1919年－1921年 1922年－1923年 | 繼任者： E·F·麥凱   |
| 前任者： E·F·麥凱      | 上海英商公會會長 1919年－1921年 1922年－1923年 | 繼任者： H·E·安諾德 |
| 體育角色               |                                                |                     |
| 前任者： E·S·佩羅特    | 上海紙拍總會會長 1903年–1905年 1906年－1911年  | 繼任者： D·W·卡佛   |
| 前任者： D·W·卡佛      | 上海紙拍總會會長 1903年–1905年 1906年－1911年  | 繼任者： D·W·卡佛   |
| 前任者： F·安徒生      | 上海勒搿別球總會會長 1907年–1935年             | 繼任者： R·M·水格   |
| 前任者： G·H·施迪      | 上海跑馬總會主席 1924年–1935年                 | 繼任者： C·H·安諾德 |